# Nieckowo

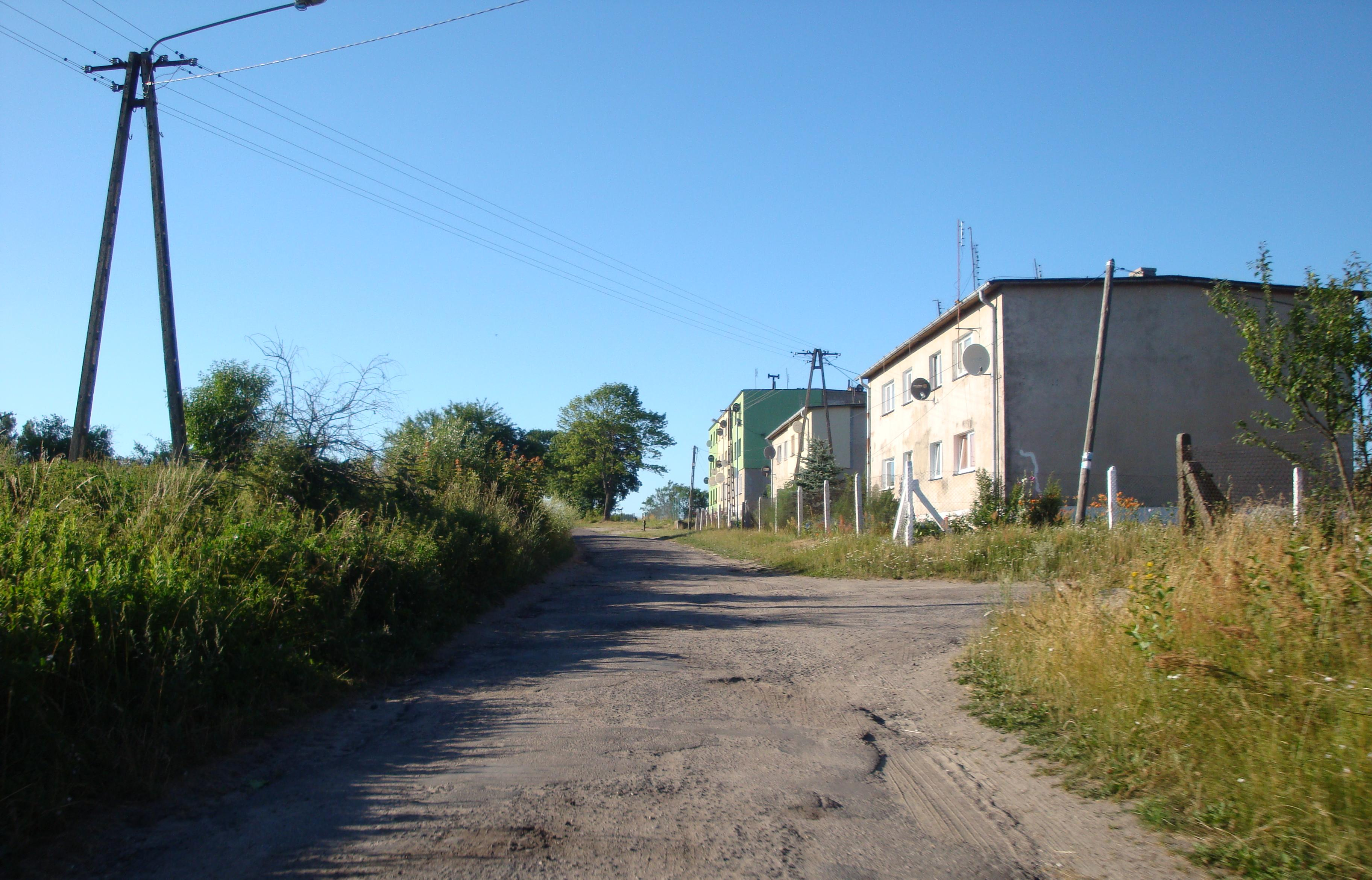
Dorfstraße in Nieckowo

Nieckowo (deutsch Neitzkow, kaschubisch Niecekòwò) ist ein Dorf in der polnischen Woiwodschaft Pommern. Es gehört zur Gmina Potęgowo (Landgemeinde Pottangow) im Powiat Słupski.

## Geographische Lage
Nieckowo liegt in Hinterpommern, etwa 15 Kilometer westlich der Stadt Lębork und fünf Kilometer südsüdöstlich des Kirchdorfs Stowięcino.

## Geschichte
Das Dorf war in Form eines kleinen Gassendorfs angelegt worden. Wie auch das benachbarte Gut Schierwens war das Rittergut Neitzkow im Jahr 1519 ein Lehen von Angehörigen der Familie Stojentin. Im Jahr 1590 gab es im Dorf zwei Bauern und drei unbewohnte oder ‚wüste‘ Höfe, von denen zwei zur Schäferei gelegt waren. 1628 wird Jürgen von Wobeser als Besitzer genannt. Ein Teil von Neitzkow und das Gut Schierwens wurden 1683 von Peter Otto von Stojentin an Gneomar von Hoym verkauft. 1727 veräußerte Gneomar Reinhold von Hoym Schierwens und einen Teil von Neitzkow an den Hauptmann Heinrich Wilhelm von Somnitz, der auch den anderen Teil von Neitzkow an sich brachte. Später wurden von seiner Witwe beide Besitzungen dem Oberstlieutenant Wulff Christian von Natzmer überlassen. Die Güter gingen später an Angehörige der Familie Münchow über. 1778 erhielt der Johanniter-Ritter Carl Gustav Graf von Münchow Meliorations-Gelder in Höhe von 3.200 Reichstalern zur Verbesserung seiner Güter Schierwens, Nietzkow und Mickrow.
Um das Jahr 1784 gab es in Neitzkow ein Vorwerk, vier Bauern und insgesamt fünf Haushaltungen. Das Gut befand sich zu diesem Zeitpunkt im Besitz von Carl Alexander Graf von Münchow. 1796–1804 befand sich das Gut im Besitz eines Angehörigen der Familie Schlieffen. 1812 war der Hauptmann a. D. Johann Ernst Ludewig von Schlieffen der Besitzer von Neitzkow und Schierwens. Danach gehörte Neitzkow einem Angehörigen der Familie Weiher. 1843 kaufte Balthasar Heinrich Fähnrich das Gut Neitzkow für 54.000 Taler. 1884 gehörte das 1.034 Hektar große Gut Louis Schulze. Nach mehreren Besitzerwechsel kam das Gut im Jahr 1931 an die Pommersche Landgesellschaft Stettin. Es wurde danach teilweise aufgesiedelt. Das Restgut mit einer Betriebsfläche von 202 Hektar befand sich 1938 im Besitz von Wilhelm Becker.
Im Jahr 1925 standen in Neitzkow dreizehn Wohngebäude. 1939 wurden 69 Haushaltungen und 301 Einwohner gezählt. Außer dem Gut gab es in Neitzkow 26 landwirtschaftliche Betriebe.
Vor 1945 gehörte Neitzkow zum Landkreis Stolp im Regierungsbezirk Köslin der Provinz Pommern. Das Gemeindegebiet war 1.027 Hektar groß. Auf dem Gemeindegebiet gab es neben dem Dorf Neitzkow den Wohnplatz Grünhof.
Gegen Ende des Zweiten Weltkriegs wurde Neitzkow am 9. März 1945, nachdem in der Umgebung Kämpfe stattgefunden hatten, von der Sowjetarmee besetzt. Im April 1945 wurde das Dorf unter polnische Verwaltung gestellt. Die Höfe wurden von Polen übernommen, und die deutschen Dorfbewohner mussten für sie arbeiten. Die Polen erschossen eine Frau. Der Dorfbewohner Georg Moldenhauer wurde von polnischer Miliz nach Pottangow geholt und ermordet. Die deutschen Dorfbewohner von Neitzkow wurden in der Folgezeit vertrieben. Neitzkow wurde in Nieckowo umbenannt.
Später wurden in der Bundesrepublik Deutschland 151 und in der DDR 73 aus Neitzkow gekommene Dorfbewohner ermittelt.
In den Jahren 1975 bis 1998 gehörte der Ort zur Woiwodschaft Słupsk.

### Kirche
Die vor 1945 in Neitzkow lebende Dorfbevölkerung war überwiegend evangelisch. Im Jahr 1925 gab es in Neitzkow dreizehn Dorfbewohner katholischer Konfession. Neitzkow gehörte zum Kirchspiel Stojentin und damit zum Kirchenkreis Stolp-Altstadt.

### Schule
Neitzkow verfügte vor 1945 über eine Dorfschule. Im Jahr 1932 war diese Schule einstufig; ein einzelner Lehrer unterrichtete hier zu diesem Zeitpunkt 35 Schulkinder.